# Бел 429
Бел 429 (енгл. Bell 429) је хеликоптер опремљен са два турбо-елисна мотора, који има лаку конструкцију и развијен је од стране компанија Бел хеликоптери и Корија Ероспејс Индустриз. Намена је првенствено учествовање у хитној медицинској помоћи.
Овај хеликоптер је обавио први лет 27. фебруара 2007. године а професионалну употребну дозволу је добио 1. јула 2011. године.
Хеликоптер се производи од 2007. године, а један примерак је 2010. године коштао око 5.000.000 америчких долара.